# Paronella Park
Der Paronella Park ist ein Gebäudekomplex im australischen Bundesstaat Queensland, der vom katalanischen Einwanderer José Paronella dort als Vergnügungspark und touristische Attraktion errichtet wurde.

## Baugeschichte
José Paronella kam 1913 im Alter von 26 Jahren erstmals aus seiner katalanischen Heimat, wo er zuvor als Bäcker gearbeitet hatte, nach Australien und war dort vor allem in der Zuckerrohrherstellung tätig. Bereits 1914 stieß Paronella auf das Gelände im Nordosten Australiens, auf dem er später Paronella Park errichten sollte. 1924 kehrte er vorerst nach Spanien zurück und heiratete dort 1925 Margarita. Ihre Hochzeitsreise führte die Paronellas nach Australien und schließlich entschloss Paronella sich, das Gelände von Paronella Park zu kaufen. Im Jahr 1929 erwarb er es daraufhin für 130 Pfund.

### Bauphase (1929–1935)
Die Paronellas begannen kurz nach dem Erwerb des bis dahin völlig unbebauten Grundstückes mit der Errichtung von Gebäuden und Strukturen. Ziel war der Bau eines Vergnügungsparks, der Besucher und Touristen anziehen sollte. Zuerst wurden eine Behausung für die Paronellas und eine Brücke über den Fluss Mena Creek, der das Gelände durchfließt, gebaut. Daraufhin begannen die Arbeiten an den heute noch zu sehenden Gebäuden von Paronella Park. Auch die Baumaterialien stellten sie überwiegend selbst her, zur Betonherstellung verwendeten die Paronellas Sand aus dem Fluss, zudem verwendeten sie die Materialien einer alten Eisenbahnstrecke, die in der Nähe des Parks verlief. Nach sechs Jahren Arbeit wurde das Gelände 1935 schließlich für die Öffentlichkeit geöffnet.

### Betrieb (1935–1946)
Nach der Fertigstellung der Gebäude betrieben die Paronellas dort einen Vergnügungspark mit vielfältigen Angeboten. Jeden Samstag wurden Filme im kleinen Theater des Gebäudekomplexes gezeigt, im großen Saal fanden regelmäßig Veranstaltungen und Tanzabende statt, das Paronella-Museum präsentierte Fundstücke aus Queensland, im Erdgeschoss wurden Mahlzeiten serviert, der Teegarten sowie der Pool und die Tennisplätze zogen weitere Besucher an. Außerdem war die gesamte Gestaltung des Areals mit seiner verspielten Bauweise und den mehr als 7.000 Bäumen, die Paronella gepflanzt hat, eine Attraktion für sich. Neben den Bewohnern der umliegenden Städte und Ortschaften zählten auch Soldaten zu den Besuchern des Parks. Insbesondere US-amerikanische Soldaten, die seit 1943 in Cairns stationiert waren, besuchten den Park in großer Zahl.

### Katastrophen und Rückschläge (1946–1977)
Den ersten Rückschlag erlitt das Projekt im Jahr 1946, als auf Grund heftiger Niederschläge und Unwetter mehrere Bäume entwurzelt wurden und eine ganze Eisenbahnbrücke weggefegt wurde. Die Niederschläge und die zahlreichen Trümmerteile und Baumstämme, die in den Paronella Park gespült wurden, richteten erhebliche Schäden an. Kurz darauf begannen José und Margarita Paronella mit Unterstützung ihrer Kinder Teresa und Joe mit dem Wiederaufbau der Anlage. Einige Gebäude wurden wieder in den Originalzustand versetzt, andere, darunter der Speisesaal im Erdgeschoss, konnten nicht wiederhergestellt werden und mussten verlegt oder neugebaut werden. Zudem waren zahlreiche Bäume im Park umgefallen, sodass José Paronella zahlreiche neue Bäume anpflanzte. Nach sechs Monaten konnte der Park wiedereröffnet werden.
Doch in den folgenden Jahren mehrten sich die Rückschläge für das Projekt. 1948 starb mit José Paronella der Bauherr und Visionär des Projekts an Krebs, seine Frau und seine beiden Kinder bemühten sich, den Betrieb aufrechtzuerhalten. 1967 starb auch Margarita, sodass Sohn Joe Paronella, seine Frau und deren zwei Söhne den Park alleine leiten mussten. Überschwemmungen in den Jahren 1967, 1972 und 1974 erschwerten diese Aufgabe erheblich und sorgten immer wieder für erhebliche Schäden an der Anlage. 1977 verkaufte Joe Paronella den Paronella Park schließlich.

### Weitere Zerstörungen und Wiederaufbau (1977 bis heute)
1979 wurde das Hauptgebäude von einem Brand stark beschädigt, Zyklone und Überflutungen stellten auch in den folgenden Jahrzehnten eine stetige Bedrohung für den Park dar und sorgen in regelmäßigen Abständen für Zerstörungen. 1993 wurde Paronella Park von Mark und Judy Evans gekauft, die bis heute Eigentümer des Geländes sind. Sie bemühen sich, den Park zu erhalten, ohne dabei größere Umbauarbeiten vornehmen zu müssen. Kleinere Restaurierungsmaßnahmen und die Erweiterung des Paronella-Museums machten den Park auch für Besucher wieder attraktiv. Heute zählt Paronella Park zu den beliebtesten Touristenattraktionen im Bundesstaat Queensland.

## Anlage
Die gesamte Anlage erstreckt sich über eine Fläche von circa fünf Hektar und wird vom Mena Creek durchflossen. Ebenfalls auf dem Gelände von Paronella Park befinden sich der Wasserfall Mena Creek Falls. An den Park schließt sich der Mena Creek Environmental Park an. Paronella Park kann von einem Parkplatz an der Straße zwischen Innisfail und Japoon aus erreicht werden.

### Gebäude
Paronella Park zeichnet sich durch zahlreiche Gebäude, die in Anlehnung an die maurische Architektur errichtet wurden, aus. Das zentrale Gebäude der Anlage ist das sogenannte Schloss, ein dreistöckiges Gebäude nahe der Mena Creek Falls. Das Gebäude wird über einen kleinen Vorplatz mit einem geometrisch gemusterten Boden und einem Brunnen betreten. Im Erdgeschoss befand sich früher der Ballsaal, heute sind dort einige Sitzgelegenheiten eingerichtet. Auch die ehemalige Küche ist noch zu erkennen. Über eine schmale Treppe gelangt man in die oberen Stockwerke, sowie auf die Dachterrasse. Quaderförmige Pflanztöpfe auf der obersten Plattform des Turms verleihen dem Turm durch ihre zinnenartige Anordnung einen wehrhaften Charakter. Alles in allem ist der Erhaltungszustand des Gebäudes schlecht, an mehreren Stellen musste das Gebäude bereits abgestützt werden, da der verbaute Beton erhebliche Verfallserscheinungen aufweist.
Ein weiteres Gebäude der Anlage ist das sogenannte Cafe by the Pool, das sich an dem großen Schwimmbecken von Paronella Park befindet. Dabei handelt es sich um ein zweistöckiges Gebäude aus Stahlbeton, das im Erdgeschoss über eine breite Öffnung betreten werden kann.
In der Nähe des Eingangs der Anlage befindet sich ein einstöckiges Gebäude, das im Vergleich zu den übrigen Gebäuden auf dem Gelände einen besseren Erhaltungszustand aufweist und auch heute noch genutzt wird. In dem Gebäude sind eine Teestube, ein Souvenirshop und ein Büro untergebracht.
Von weiteren Gebäude sind nur spärliche Überreste vorhanden, die ehemaligen Tennisplätze sind heute eine große Wiese, Überreste von Umkleidekabinen, Sanitäranlagen und des ehemaligen Musikpavillons sind noch zu erkennen.

### Garten
Neben den errichteten Gebäuden gestalteten die Paronellas auch die übrige Parkanlage auf überaus aufwendige Art und Weise. Zentrales Stilelement sind fünf Wege, die die gesamte Anlage durchkreuzen. Einer dieser Wege ist die sogenannte Kauri Avenue, die den Park in Ost-West-Richtung durchquert und von hohen Kauri-Bäumen gesäumt ist. Im Osten befinden sich größere Bambusbestände, im Norden dominieren Farne das Erscheinungsbild. Zudem prägt das tiefe Grün zahlreicher tropischer Pflanzenarten die gesamte Anlage, auch die meisten Gebäude sind von Pflanzen bewachsen, teilweise auch überwuchert. Insgesamt zeichnet sich die Gartenanlage durch ihren verspielten Stil mit zahlreichen verschlungenen Wegen und kleinen Terrassen aus.

### Wasserkraftwerk
Bereits im Jahr 1933 baute Paronella eine Wasserkraftanlage zur Deckung des Strombedarfs der Anlage. Dafür erwarb er eine englische Turbine, die zuvor von der britischen Armee genutzt wurde. Diese installierte er an einem circa zehn Meter hohem Wasserfall auf dem Gelände. Damit hatte Paronella das erste Wasserkraftwerk in Nord-Queensland errichtet und die Stromversorgung von Paronella Park gesichert. Während des allgemeinen Verfalls der Anlage wurde auch das kleine Wasserkraftwerk beschädigt und war somit nicht mehr funktionstüchtig. Im Rahmen der Restauration von Paronella Park wurde 2009 auch Wasserkraftanlage restauriert und versorgt seitdem die Anlage wieder mit Ökostrom.

## Heutige Nutzung
Paronella Park ist eine Touristenattraktion in der Region. Auf dem Gelände bestehen Picknick- und Grillmöglichkeiten, regelmäßig finden Kulturveranstaltungen statt, zudem gibt es ein Museum. Gelegentlich finden auch Hochzeiten im Garten von Paronella Park statt. Der Eintrittspreis beträgt 47 Australischer Dollar für eine erwachsene Person. Außerdem werden Führungen über das weitläufige Gelände, dem mittlerweile auch ein Campingplatz angegliedert ist, angeboten.
Der Park wurde mit mehreren Tourismuspreisen ausgezeichnet und ist als Kulturerbe Queenslands eingetragen. Auf Grund der Stromerzeugung durch Wasserkraft wurde dem Park 2011 der australische GECKO-award für Ökotourismus verliehen.

## Galerie

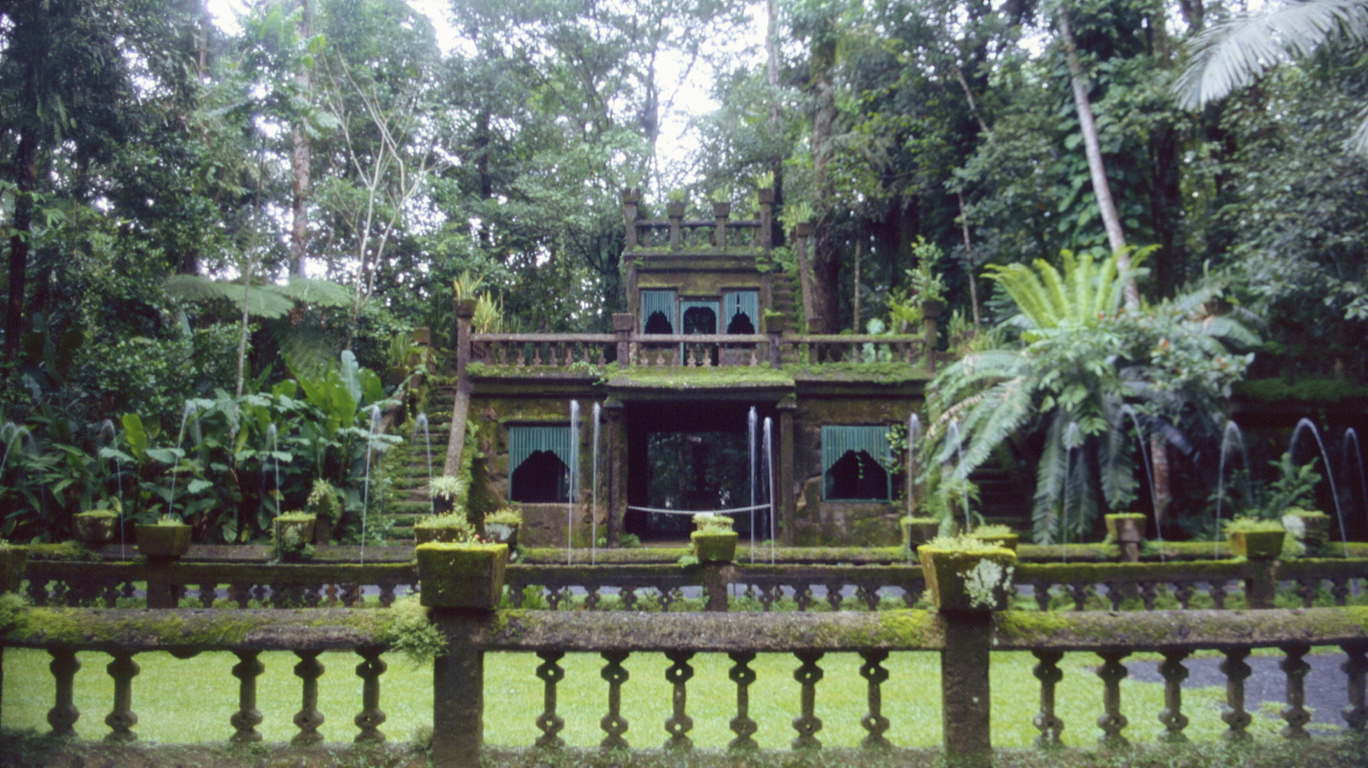
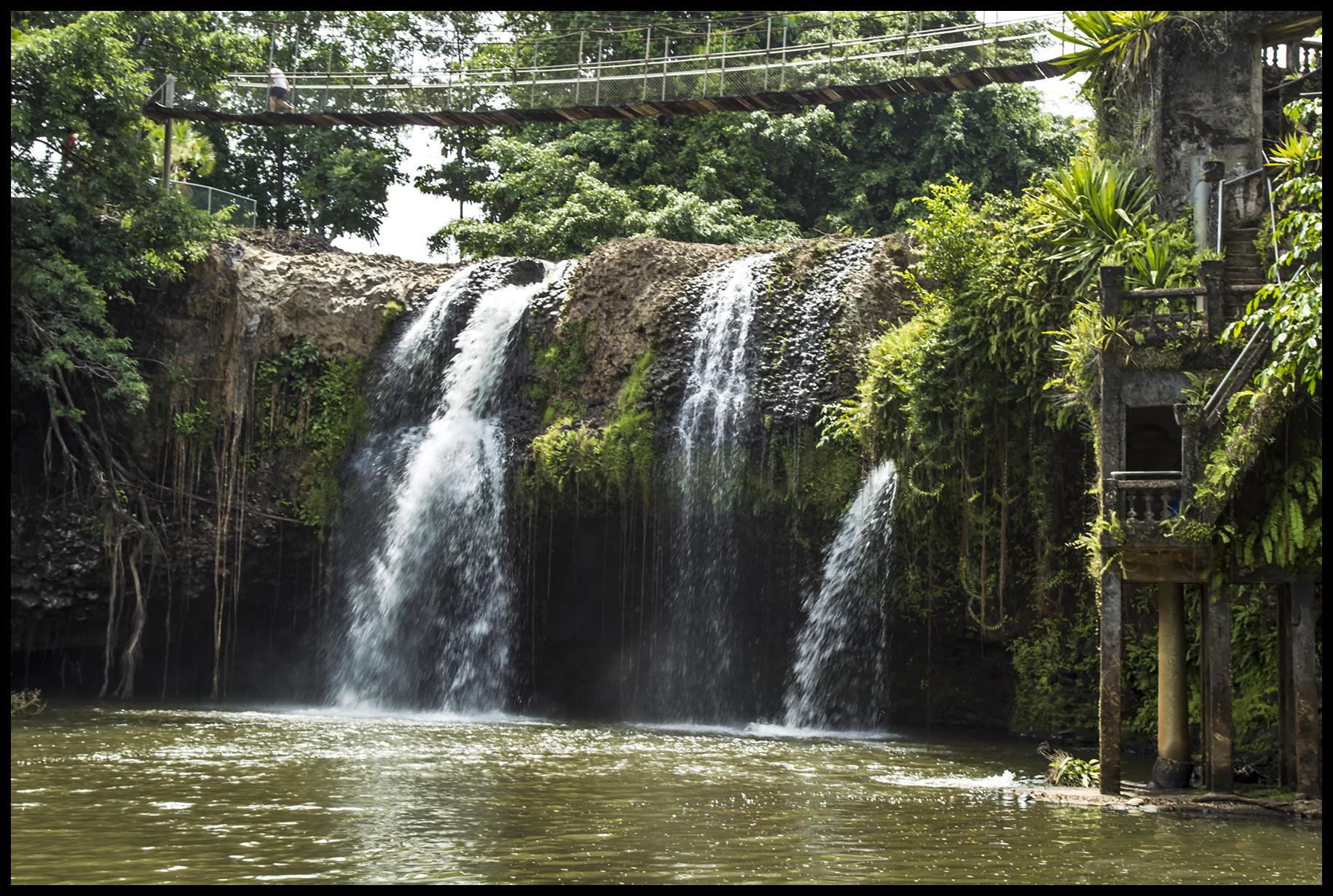
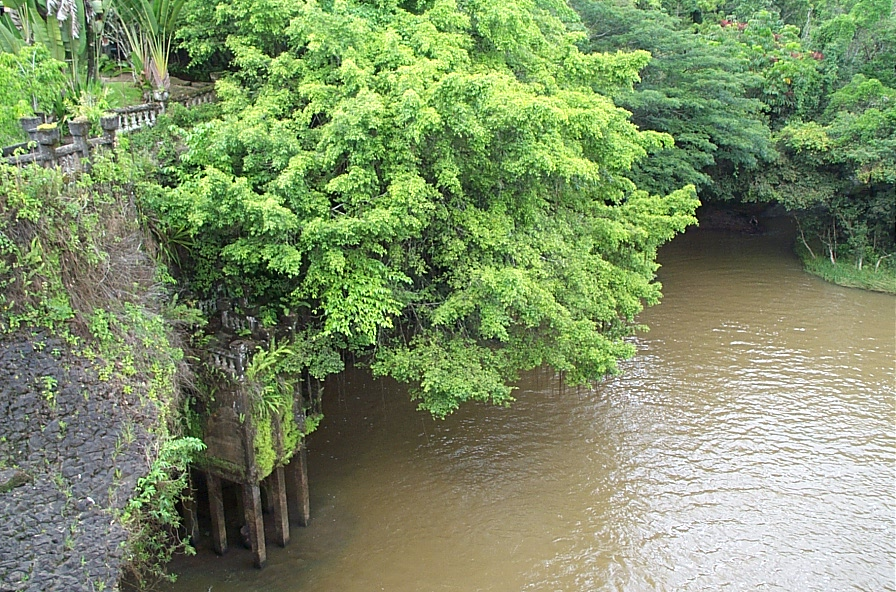
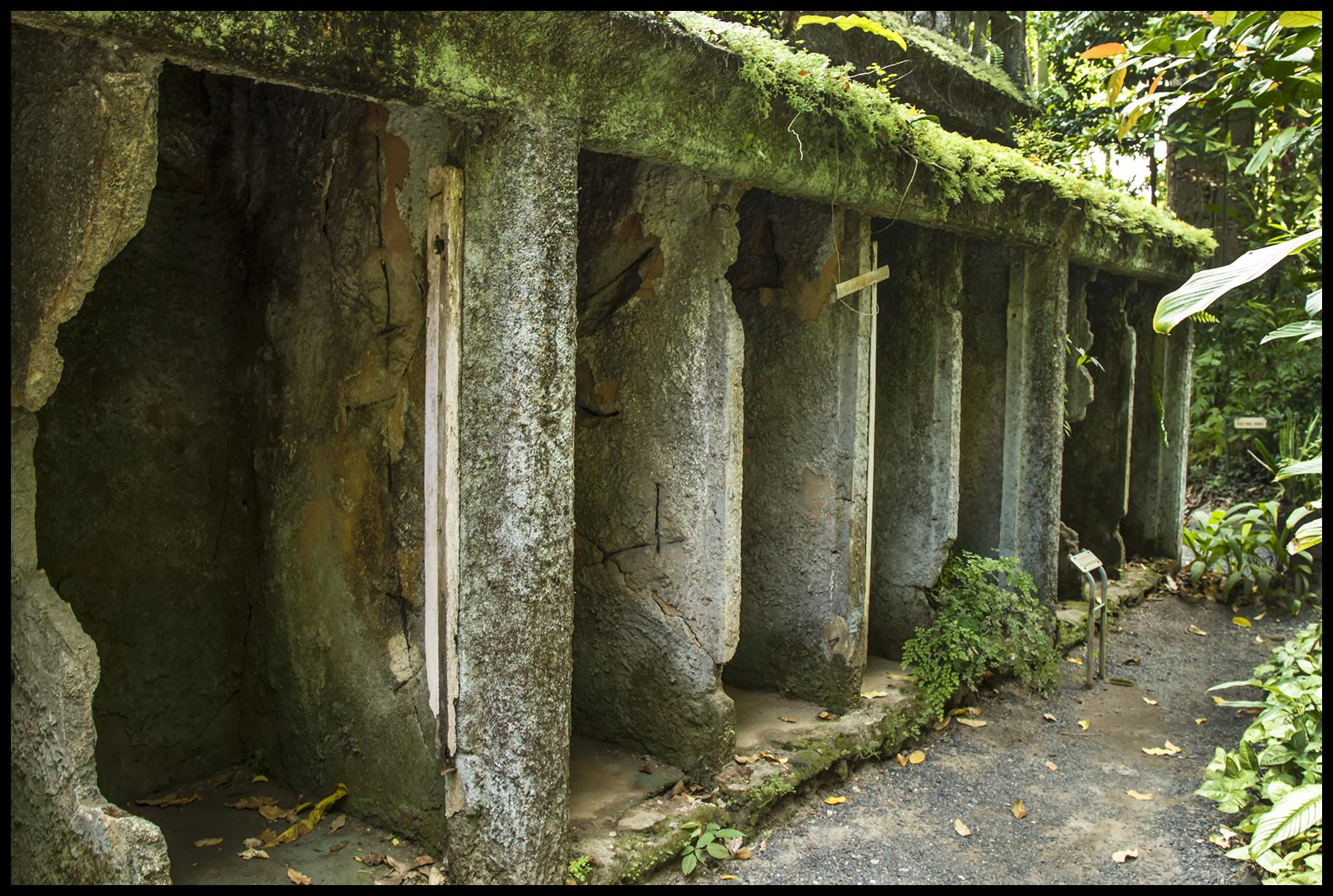
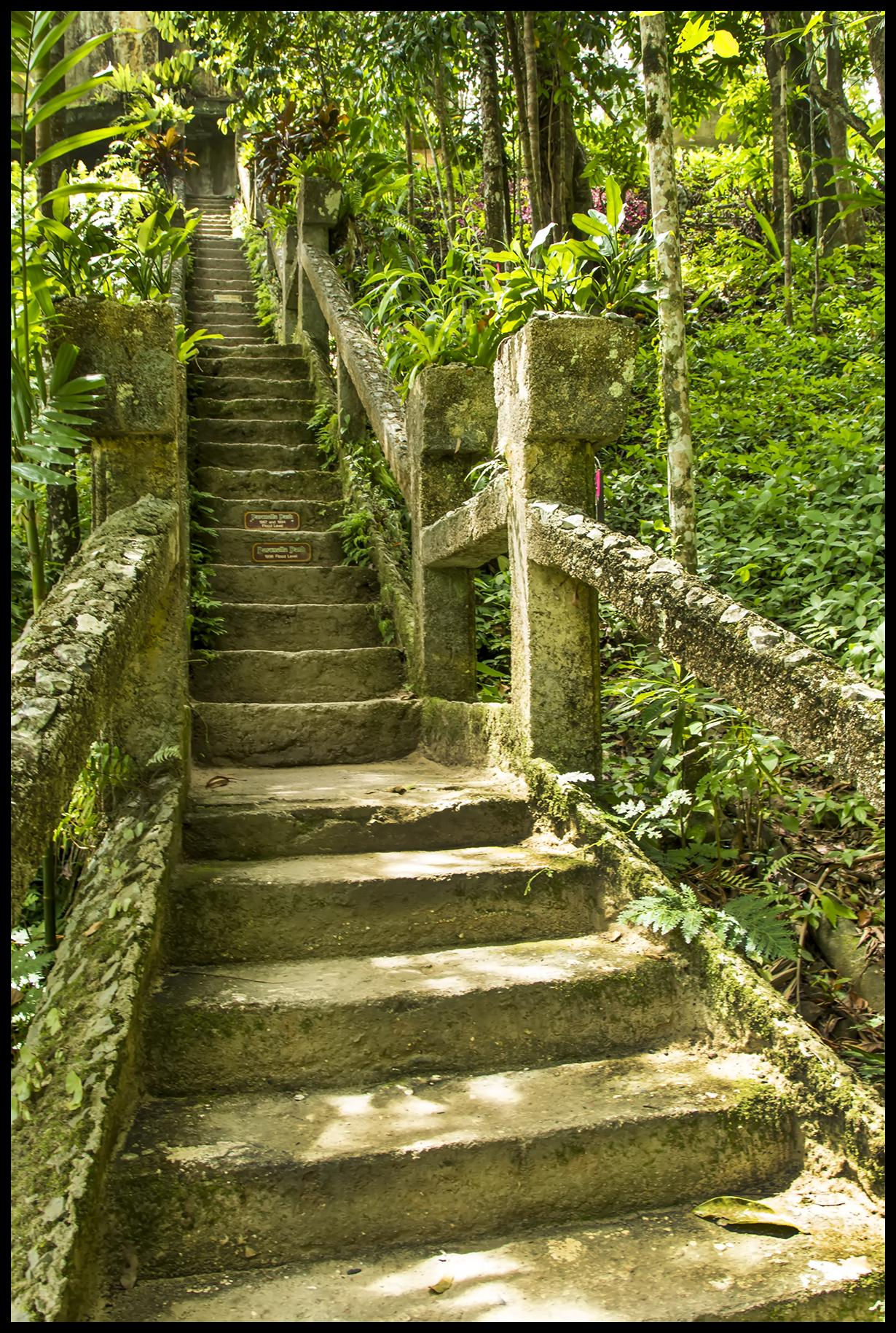
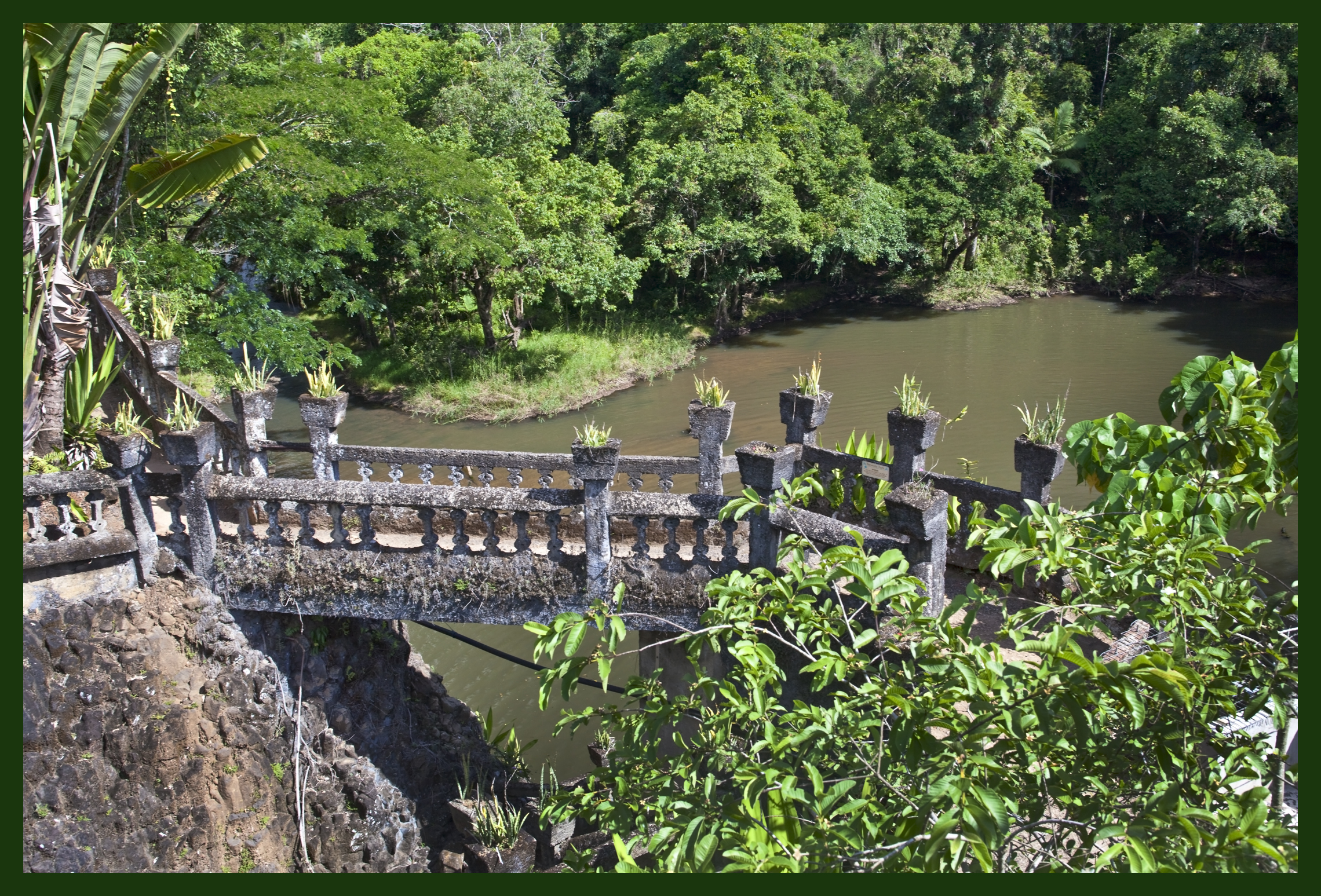
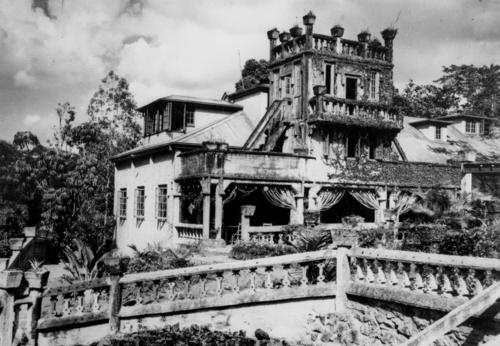
Paronella Park 1949